# Sonnjoch
Sonnjoch – szczyt w paśmie Karwendel, w Alpach Wschodnich. Leży w Austrii, w kraju związkowym Tyrol, przy granicy z Niemcami. Szczyt jest dobrym punktem widokowym; widać z niego między innymi: Stubaier Alpen, Rofan, Birkkarspitze i Grossglocknera.
Pierwszego wejścia dokonał Markus Vincent Lipold w 1843 r.